# Teatro municipale Romolo Valli
 (août 2024).
Si vous disposez d'ouvrages ou d'articles de référence ou si vous connaissez des sites web de qualité traitant du thème abordé ici, merci de compléter l'article en donnant les références utiles à sa vérifiabilité et en les liant à la section « Notes et références ».
Pour les articles homonymes, voir Théâtre municipal.
Le Teatro municipale est un opéra situé à Reggio d'Émilie.

## Historique
Depuis les années 1980, le théâtre porte aussi le nom de Romolo-Valli, en raison de l'acteur Romolo Valli. À la suite d'un incendie du Teatro Cittadella (de 1741), un nouvel opéra est construit en avril 1851 par Cesare Costa selon les normes néo-classiques en vigueur entre 1852 et 1857. Il est inauguré le 21 avril 1857 avec Vittor Pisani d'Achille Peri.